# Кривонос, Сергей Григорьевич
Серге́й Григо́рьевич Кривоно́с (укр. Сергій Григорович Кривонос; род. 26 июля 1970, Кременчуг, Полтавская область) — генерал-майор Вооружённых сил Украины, первый заместитель Командующего Силами специальных операций ВС Украины. C марта 2019 года по декабрь 2020 года — заместитель секретаря Совета национальной безопасности и обороны Украины.

## Военная служба
Командир группы спецназа, командир 8-го Хмельницкого полка спецназначения, — дважды выводил полк в лучшие части ВСУ по итогам года; на руководящих должностях в командовании сухопутных и аэромобильных войск. Принимал участие во многих международных учениях.
В 2014 году лично командовал обороной Краматорского аэродрома.
7 октября 2014 года назначен начальником Управления специальных операций Генерального штаба ВСУ. Полковник Кривонос и его команда разработали стратегию построения украинских Сил специальных операций в сотрудничестве с представителями НАТО. Но, по данным журналиста Юрия Бутусова, начальник Генштаба Виктор Муженко негласно устранил Кривоноса от реализации программы подготовки УСН, из-за личного конфликта.
5 января 2016 года приказом Министра обороны Украины назначен первым заместителем командующего Сил специальных операций ВС Украины.

## Политическая деятельность
Кривоноса Сергея Григорьевича Центральная избирательная комиссия Украины зарегистрировала 5 февраля 2019 кандидатом на пост президента Украины от партии «Воины АТО». Позднее Кривонос заявил о снятии своей кандидатуры в пользу президента Петра Порошенко; ЦИК отменил его регистрацию кандидатом.
12 марта 2019 года президент Украины Пётр Порошенко назначил Сергея Кривоноса заместителем секретаря Совета национальной безопасности и обороны Украины. 29 декабря 2020 года президент Украины Владимир Зеленский снял Кривоноса с должности.

## Награды
Награжден орденами Богдана Хмельницкого II и III степени, медалью «За военную службу Украине».
- 8 сентября 2014 года — за личное мужество и героизм, проявленные в защите государственного суверенитета и территориальной целостности Украины, верность военной присяге во время Антитеррористической операции Вооруженных сил Украины в Донбассе, награждён орденом Богдана Хмельницкого III степени[6].